# Маунтен-Ранч (Каліфорнія)
Маунтен-Ранч (англ. Mountain Ranch) — переписна місцевість (CDP) в США, в окрузі Калаверас штату Каліфорнія. Населення — 223 особи (2020).

## Географія
Маунтен-Ранч розташований за координатами 38°15′18″ пн. ш. 120°30′47″ зх. д. / 38.25500° пн. ш. 120.51306° зх. д. (38.254946, -120.512970).  За даними Бюро перепису населення США в 2010 році переписна місцевість мала площу 106,82 км², з яких 106,68 км² — суходіл та 0,15 км² — водойми.

## Демографія
Згідно з переписом 2010 року, у переписній місцевості мешкало 1628 осіб у 748 домогосподарствах у складі 486 родин. Густота населення становила 15 осіб/км².  Було 960 помешкань (9/км²).
Расовий склад населення:
| - 90,4 % — білих - 2,0 % — корінних американців - 1,1 % — азіатів - 0,9 % — чорних або афроамериканців - 0,1 % — вихідців з тихоокеанських островів |

До двох чи більше рас належало 4,5 %. Частка іспаномовних становила 7,6 % від усіх жителів.
За віковим діапазоном населення розподілялося таким чином: 13,1 % — особи молодші 18 років, 61,3 % — особи у віці 18—64 років, 25,6 % — особи у віці 65 років та старші. Медіана віку мешканця становила 55,3 року. На 100 осіб жіночої статі у переписній місцевості припадало 105,8 чоловіків;  на 100 жінок у віці від 18 років та старших — 106,3 чоловіків також старших 18 років.
Середній дохід на одне домашнє господарство  становив 51 211 долар США (медіана — 36 994), а середній дохід на одну сім'ю — 70 972 долари (медіана — 56 385). За межею бідності перебувало 18,9 % осіб, у тому числі 0,0 % дітей у віці до 18 років та 19,5 % осіб у віці 65 років та старших.
Цивільне працевлаштоване населення становило 428 осіб. Основні галузі зайнятості: науковці, спеціалісти, менеджери — 20,8 %, виробництво — 18,7 %, мистецтво, розваги та відпочинок — 17,8 %.